# دانيال دوب (متسابقة يخت)
دانيال دوب هي متسابقة يخت كندية، ولدت في 20 فبراير 1987.

## وصلات خارجية
- دانيال دوب على موقع أوليمبيديا (الإنجليزية)